# زمانی برای گریستن نیست
زمانی برای گریستن نیست (با نام اصلی: Don't Cry Now) یک رمان مهیج نوشتهٔ جوی فیلدینگ محصول سال ۱۹۹۵ است.